# برونو ماديرا
برونو ماديرا هو لاعب كرة قدم برتغالي في مركز الوسط، ولد في 17 سبتمبر 1984 في فيسيو في البرتغال. لعب مع كونكورديا كياجنا ونادي براشوف ونادي جل فيسنتي.

## وصلات خارجية
- برونو ماديرا على موقع قاعدة بيانات كرة القدم.إي يو (الإنجليزية)
- برونو ماديرا على موقع Soccerway.com (الإنجليزية)